# Symplocos matudae
Symplocos matudae là một loài thực vật có hoa trong họ Dung. Loài này được Lundell miêu tả khoa học đầu tiên năm 1938.

## Hình ảnh

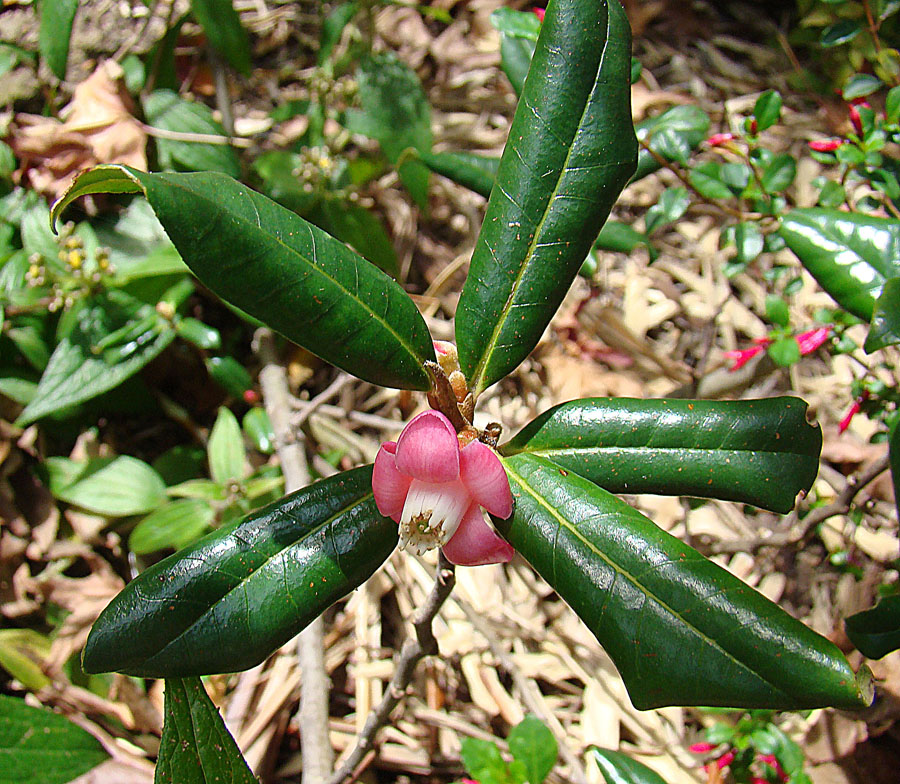